# Ліфт Байлун

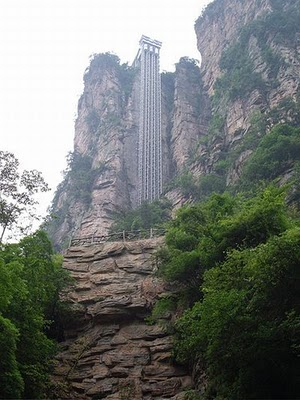
The Bailong Elevator, 2011

Ліфт Байлун (спрощ.: 百龙, Ліфт Ста Драконів) — найвищий відкритий підйомник в світі. Розташований в національному парку Чжанцзяцзе в Китаї. Він всього за хвилину піднімає туристів на висоту 330 метрів — на один з оглядових майданчиків заповідника. Прозорі двоповерхові кабіни вміщають до 50 осіб (вантажопідйомність кожної — до 3750 кг). Байлонг, побудований на прямовисній скелі, вважається найвищим і найшвидшим відкритим пасажирським ліфтом у світі. Підйомник включений в Книгу рекордів Гіннеса.

## Історія
Будівництво надпотужного ліфта Байлонг почалося в 1999 році і було завершено через три роки. При його зведенні підйомний механізм був вмонтований безпосередньо в скелі з кварцового пісковика. Інженери також забезпечили кабіни датчиками землетрусу. Вартість такого масштабного проекту на території національного парку Чжанцзяцзе склала 18 мільйонів доларів. До будівництва ліфта туристи могли здійснювати тільки піший підйом, а оскільки скеля практично прямовисна, наважитися на це могли не всі. Після того, як спорудження було введено в експлуатацію в 2002 році, його тимчасово закрили з міркувань безпеки. Після деяких удосконалень ліфт відновив роботу в 2003 і тепер є культовим місцем серед туристів. Підйомник дозволяє зекономити 3 години ходьби і всього за одну хвилину приносить мандрівників на гору, з якої відкривається прекрасний вид на долину з кварцитовими стовпами.

## Прибічники та противники будівництва
Проект був зустрінутий лютою критикою з боку екологів, які були незадоволені тим, що він розташовувався в центральній частині заповідної зони.
Прихильники проекту кажуть, що ці ліфти з найбільшим пасажирським потенціалом в світі, врятували гірські стежки від надмірного навантаження. Але їхні опоненти вказують на те, що регіон, який відвідують 5 мільйонів осіб щороку, і так вже перенасичений туристами і ще одна визначна пам'ятка, яка буде збільшувати їхню кількість, тільки зашкодить довкіллю.
Незважаючи на протести, ліфт обслуговує туристів, і дійсно сприяє зростанню популярності цього регіону провінції Хунань.